# Nikolai Wiktorowitsch Nassonow

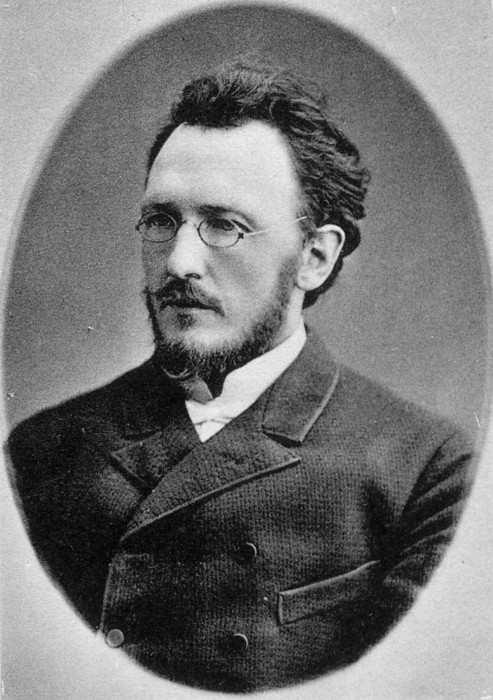
Nikolai Wiktorowitsch Nassonow (1910)

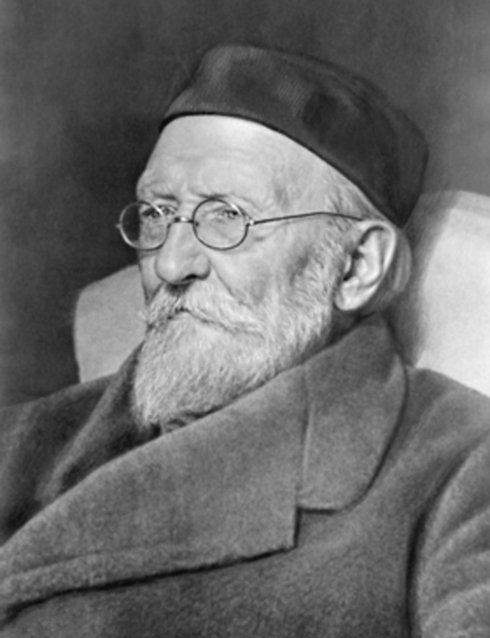
Altersporträt (1930)

Nikolai Wiktorowitsch Nassonow (russisch Николай Викторович Насонов, wiss. Transliteration Nikolaj Viktorovič Nasonov, englische Transkription: Nikolai Viktorovich Nasonov) (* 14. Februarjul. / 26. Februar 1855greg. in Moskau, Russisches Kaiserreich; † 11. Februar 1939 in Moskau, Sowjetunion) war ein russischer beziehungsweise sowjetischer Zoologe. Er war ordentliches Mitglied der Sankt Petersburger Akademie der Wissenschaften.

## Leben
Nassonow absolvierte eine weiterführende Ausbildung am 2. Moskauer Gymnasium. Ab 1874 studierte er an der naturwissenschaftlichen Fakultät für Physik und Mathematik der Moskauer Universität, wo er 1879 seinen Abschluss machte. Von 1878 bis 1880 war er Assistent am Zoologischen Museum der Staatlichen Universität Moskau. Ab 1884 arbeitete er in Odessa bei Alexander Onufrijewitsch Kowalewski. 1887 verteidigte er seine Magisterarbeit Развитие низших ракообразных и морфология низших насекомых (deutsch: „Die Entwicklung niederer Krebstiere und die Morphologie niederer Insekten“) und übernahm die Stelle eines Privatdozenten an der Universität Noworossijsk, wo er Vorlesungen in Insektenkunde hielt. 1889 wechselte er nach Forschungsaufenthalten an den Zoologischen Stationen in Marseille und Triest an die Universität Warschau, wo er 1890 mit der Dissertation Материалы по естественной истории муравьёв (deutsch: „Materialien zur Naturgeschichte der Ameisen“) zur Evolution der Ameisen zum Kandidat der Wissenschaften promoviert wurde.
Von 1889 bis 1906 leitete er die Zoologische Fakultät der Universität Warschau. Von 1906 bis 1921 war er Direktor des Zoologischen Museums der Kaiserlichen Akademie der Wissenschaften in Sankt Petersburg, von 1921 bis 1931 leitete er das experimentelle Zoologielabor der Akademie der Wissenschaften der UdSSR. Nassonow ist Autor klassischer Werke über Faunistik, Embryologie, Morphologie, Zoogeographie und experimentelle Biologie. Er veröffentlichte Schriften zur Biologie von Fächerflüglern, Arbeiten zur Entwicklung des Afrikanischen Straußes und über Wildschafe. Nassonow war der Erste, der 1883 eine neue Drüse am Hinterleib von Bienen beschrieb, die sogenannte Nasanov-Drüse.
Im Dezember 1897 wurde er zum korrespondierenden und im März 1906 zum ordentlichen Mitglied der Russischen Akademie der Wissenschaften gewählt. Neben seinen Studien der Zoologie beschäftigte sich Nasonow auch mit der „Rassenfrage“ auf marxistischer Grundlage und veröffentlichte Artikel in Revolutsionnyi vostok, einer Monatszeitschrift der Kommunistischen Universität der Werktätigen des Ostens. In seinen Artikeln kritisierte er die Herangehensweise des ungarischen Historikers Endre Sík in seinem Buch Faji kérdés és marxizmus, das 1930 veröffentlicht wurde.
Nassonow beschrieb mehrere Arten von Plattwürmern, Insekten sowie die drei Wildschaftaxa Ovis severtzovi, Ovis isphahanica und Ovis laristanica.